# 2024 RW1
2024 RW1, provisorisch als CAQTDL2 bezeichnet, war ein Asteroid der am 4. September 2024 um 18:39 MESZ in der Erdatmosphäre über dem Norden der Philippinen als Feuerkugel zu sehen war. Der Asteroid wurde gegen 10:00 MESZ, neun Stunden vor dem Eintritt in die Erdatmosphäre, von Jacqueline Fazekas im Rahmen des Mount Lemmon Survey in Arizona entdeckt. Es handelt sich um das neunte Mal, dass ein Asteroid entdeckt wurde, bevor er mit der Erde kollidierte.
Der Asteroid hatte einen geschätzten Durchmesser von etwa einem Meter und trat mit einer Geschwindigkeit von 20,8 km/s ein.